# 格雷戈里縣 (南達科他州)
格雷戈里縣（英語：Gregory County）是美國南達科他州南部的一個縣，東傍密蘇里河，南鄰內布拉斯加州。面積2,728平方公里。根据美國2000年人口普查，共有人口4,792人。縣治伯克（Burke）。
縣政府成立於1898年，縣名紀念一名為C. H. Gregory的美國陸軍軍官。